# Nevado del Ruiz
El Nevado del Ruiz, també conegut per Mesa de Herveo (altiplà d'Herveo), i en l'època precolombina Kumanday (turó blanc), Tabuchía (foc o candela) i Tama (gran pare), és el volcà més septentrional del Cinturó volcànic dels Andes, ubicat en el límit entre els departaments de Caldas i Tolima (Colòmbia), a 140 quilòmetres al nord-oest de Bogotà i a 28 quilòmetres al sud-est de Manizales. És un estratovolcà compost per moltes capes de lava que s'alternen amb cendra volcànica endurida i altres piroclasts. Ha estat actiu durant prop de dos milions d'anys, des del Plistocè primerenc o el Pliocè tardà, amb tres períodes eruptius importants. La formació del con volcànic en el transcurs del darrer període eruptiu va començar fa cent cinquanta mil anys. A la muntanya se la coneix per Nevado del Ruiz des que el territori fou colonitzat pels espanyols i gestionat per l'ordinari Francisco Ruiz. Avui en dia algunes fonts identifiquen el nom de "kumanday" amb el d'un cacic.
En general, les seves erupcions són de tipus plinià, que produeixen uns corrents ràpids de gas calent i roca que s'anomenen fluxos piroclàstics. Aquestes erupcions massives sovint generen lahars (fluxos de fang i runes), que suposen una greu amenaça per a la vida humana i el medi ambient. El 13 de novembre de 1985 una petita erupció va desencadenar un enorme lahar que va soterrar part de la ciutat d'Armero, fet que es va conèixer com la Tragèdia d'Armero on, segons alguns càlculs, hi moriren 25.000 persones, per la qual cosa se la considera com la segona erupció volcànica més devastadora del segle xx, després de l'erupció de la muntanya Pelée de 1902.
El volcà forma part del Parc Nacional Natural Los Nevados, que conté diversos altres volcans. El cim del Nevado del Ruiz està cobert per grans glaceres, tot i que s'han enretirat de manera significativa des de 1985 a causa de l'escalfament atmosfèric. El volcà segueix constituint una amenaça per a les ciutats i pobles propers, i s'estima que fins a 500.000 persones podrien trobar-se en una zona de risc per lahars.

## Geografia i geologia
El volcà està ubicat a 129 quilòmetres l'oest de Bogotà i forma part de la Serralada dels Andes, més concretament del massís volcànic Ruiz-Tolima o Serralada Central, del que també formen part els volcans Nevado Del Tolima, de Santa Isabel i Cerro Machín. El massís és damunt de la intersecció de quatre falles, algunes de les quals encara estan actives.

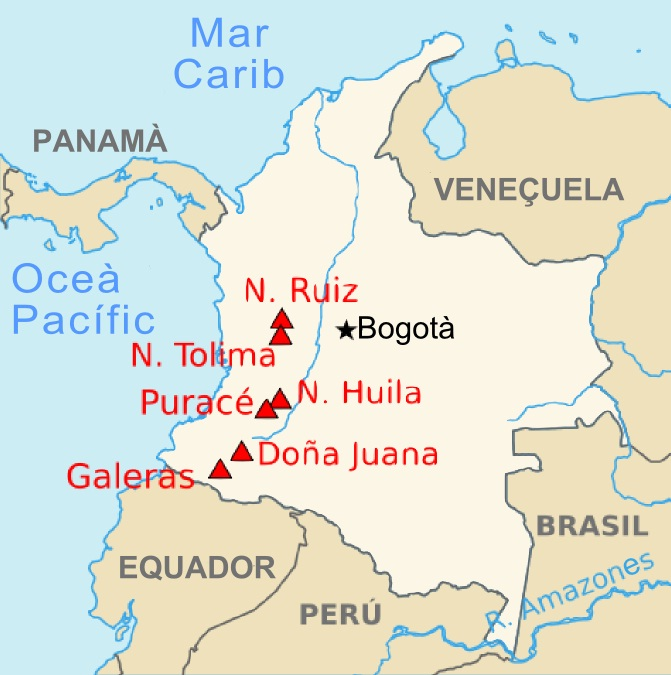
Mapa de Colòmbia on es mostra la ubicació dels seus principals volcans actius.

Forma part de l'anomenat cinturó de foc del Pacífic i és el més septentrional dels volcans del Cinturó volcànic dels Andes, que inclou 75 dels 204 volcans sud-americans formats durant l'Holocè. Aquest cinturó és el resultat de la subducció en direcció oest de la placa de Nazca per sota de la placa sud-americana. Com en el cas d'altres volcans en zones de subducció, el Nevado del Ruiz pot produir erupcions plinianes explosives associades a fluxos piroclàstics que poden fondre glaceres veïnes del cim, produint lahars.

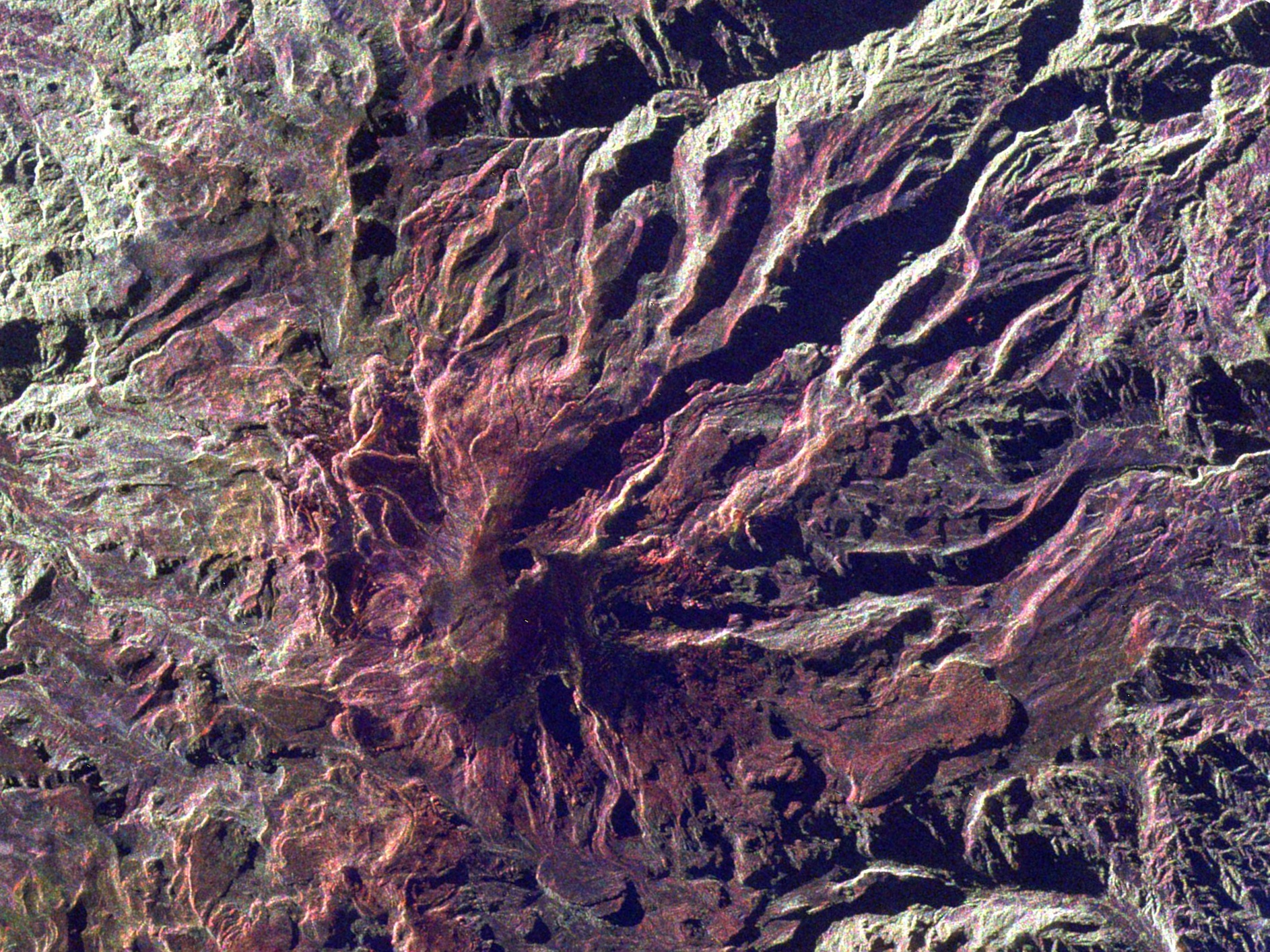
Imatge per satèl·lit del Nevado del Ruiz, amb el profund cràter Arenas prop del cim.

Igual com molts altres volcans andins, el Nevado del Ruiz és un estratovolcà, és a dir, un volcà cònic i de gran altura, compost per múltiples capes de lava endurida que alterna piroclasts i cendres volcàniques. Les seves laves són de composició andesítica-dacítica;
El con volcànic modern comprèn cinc doms de lava, tots ells construïts dins de la caldera de l'ancestral Ruiz: Nevado el Cisne, Alto de la Laguna, la Olleta, Alto la Pirana, i Alto de Santano. Cobreix una àrea de més de 200 km2, incloent-hi 65 quilòmetres d'est a oest. L'extens cim inclou el cràter Arenas, d'1 quilòmetre de diàmetre i 240 metres de profunditat
El cim del volcà té pendents amb inclinacions que van dels 20 als 30 graus. A altures més baixes els pendents són menys pronunciats, amb inclinacions properes als 10 graus. A partir d'allà, els peus de muntanya s'estenen gairebé fins a la riba del Riu Magdalena a l'est, i la del Cauca a l'oest. En els dos vessants principals del cim els penya-segats de les glaceres mostren els llocs on s'han produït corriments de terra; així mateix, en algunes ocasions s'ha fos el gel de les glaceres, generant lahars devastadors, inclosa l'erupció més mortal del continent el 1985. En el costat sud-oest del volcà es troba el con La Olleta, que no està actiu actualment, però que en el passat ha entrat en erupció diverses vegades i que juntament amb el con La Piraña constitueixen dos cons paràsit.

### Glaceres
El Nevado del Ruiz està cobert per glaceres, que es van formar fa diversos milers d'anys i generalment han anat enretirant-se des de l'Últim Màxim Glacial. Des de fa de 28.000 a 21.000 anys enrere, les glaceres cobrien uns 1.500 km2 del massís Ruiz-Tolima. Fa uns 12.000 anys quan s'enretiraven les capes de gel de l'última glaciació, encara hi cobrien 800 km2; i durant la Petita Edat de Gel, la capa de gel cobria aproximadament 100 km2.

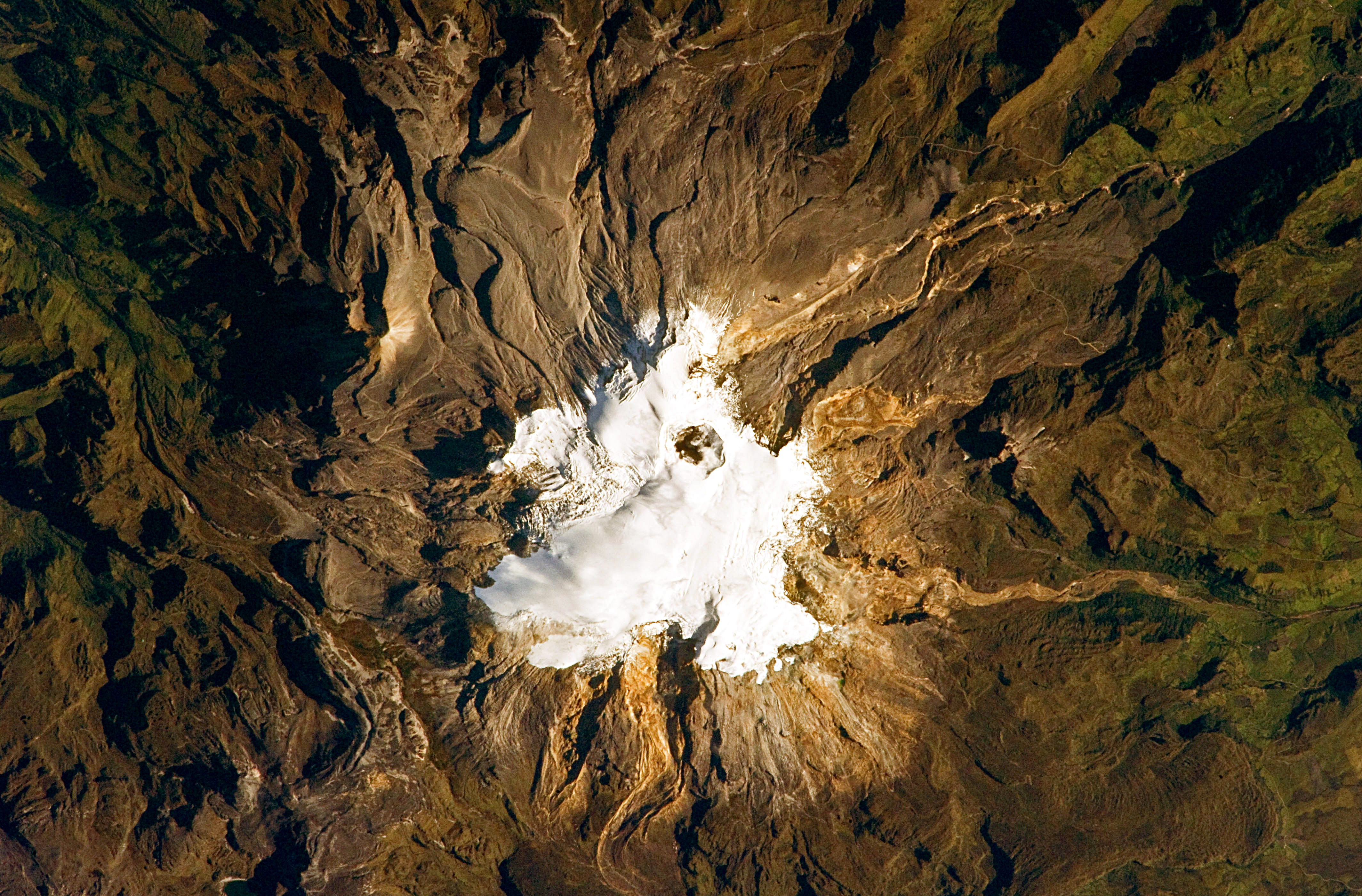
El cim del volcà i les zones veïnes més elevades estan cobertes per glaceres, que sobresurten com una massa blanca al voltant del cràter Arenas.

A partir d'aleshores les glaceres han anat retrocedint encara més degut a l'escalfament de l'atmosfera. El 1959, l'àrea de la glacera es reduïa a únicament 34 km2 i des de l'erupció de 1985, que va destruir prop del 10% de l'àrea gelada del cim, la glacera s'ha reduït a la meitat, de 17 a 21 km2; just després de l'erupció del 2003 a prop de 10 km2. El 1985, les glaceres assolien altures tan baixes com els 4.500 metres, però ara només arriben fins a altures d'entre 4.800 i 4.900 metres.
La capa de gel té una grossor mitjana d'aproximadament 50 metres; és més gruixuda en algunes zones de l'altiplà del cim i davall la glacera Nereidas en el pendent sud-oest, on assoleix profunditats de 190 metres. Les glaceres en els pendents del nord, i en menor mesura els dels pendents orientals, van perdre la major part del seu gel en l'erupció de 1985, i per això només arriben a 30 metres de profunditat. El gruix de gel que cobreix l'altiplà del cim podria amagar una caldera; han aparegut cinc cúpules al voltant de l'esmentat altiplà a mesura que el gel s'ha anat retirant.
L'aigua de desglaç acaba majoritàriament als rius Cauca, a l'oest, i Magdalena, a l'est. L'escorrentia provinent de les glaceres del Ruiz i dels cims nevats veïns és l'encarregada de l'abastament d'aigua potable a 40 poblacions properes, per açò tant els científics colombians com els funcionaris del govern estan preocupats pel subministrament d'aigua a les ciutats si les glaceres s'arribessin a fondre per complet.

## Flora i fauna

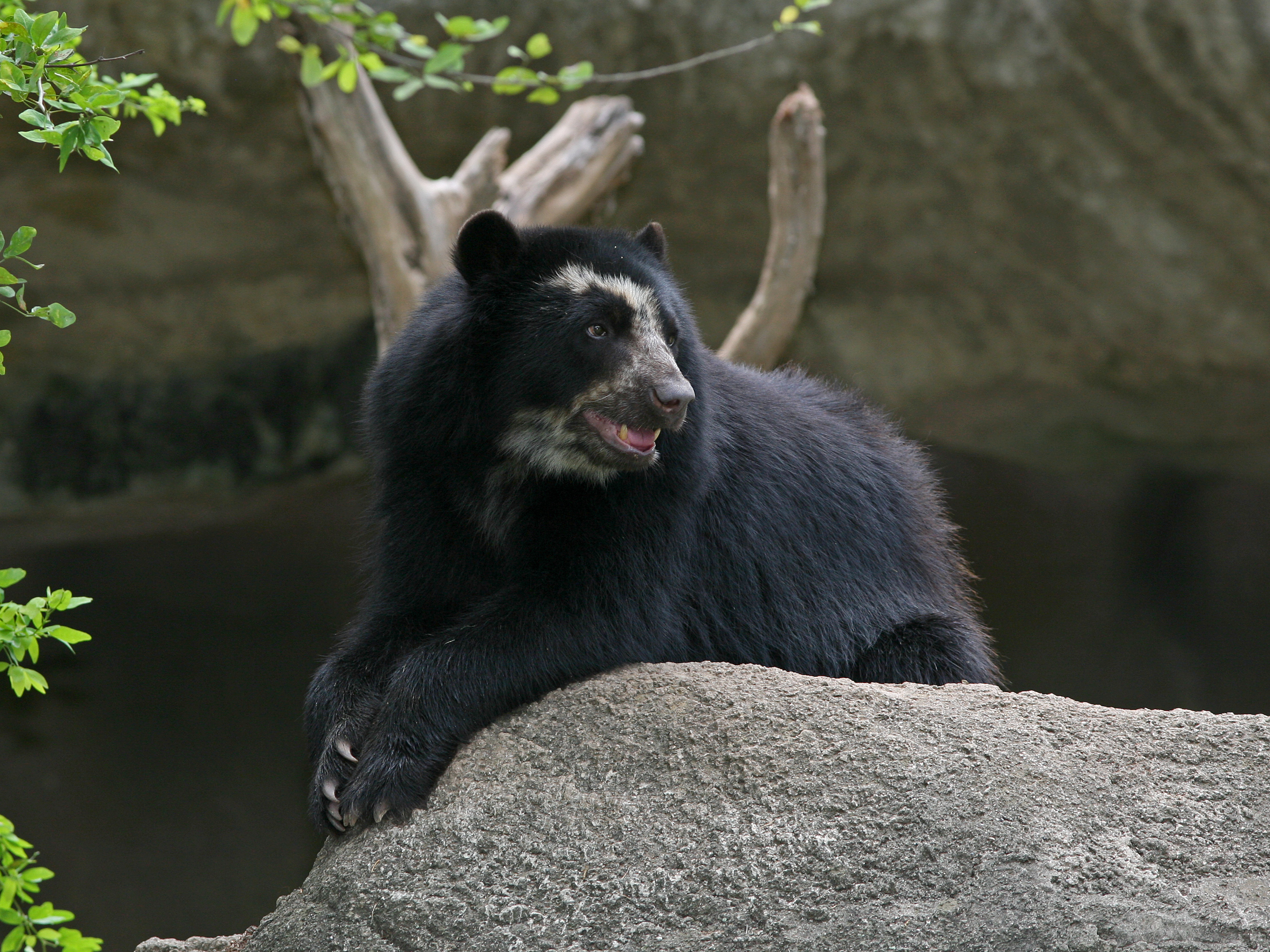
Ós dels Andes.

En general, el Nevado del Ruiz està repoblat de manera pobra principalment a causa de la seva elevació, i la massa forestal disminueix a mesura que augmenta l'altitud. A menor alçada hi ha boscos temperats ben desenvolupats (20-35 metres); per sobre d'aquests s'hi troben amb boscos nans (3-8 metres). Per sobre, a l'erm, la vegetació està dominada per Espeletia. La vegetació de la regió està formada per diferents famílies de plantes llenyoses, incloent-hi Rubiaceae, Lleguminosa, Melastomataceae, Lauràcia i Moràcia. Algunes d'herbàcies, de les famílies Polypodiaceae, Aràcia, Poàcia, Asteràcia, Piperàcia i Orquídia també hi són presents.
Entre els animals que habiten el volcà es troben el tapir andí i l'ós dels Andes, considerats com a amenaçats. Així mateix, als voltants del volcà es troben espècies com Bolborhynchus ferrugineifrons, Oxypogon guerinii i Osornophryne percrassa. A més, el Nevado del Ruiz és l'hàbitat del còndor dels Andes i de 27 espècies endèmiques de Colòmbia, 14 d'elles confinades a la regió al voltant del volcà. 15 espècies d'aus de la regió també són considerades com a amenaçades.

## Parc Nacional Natural Los Nevados
El Nevado del Ruiz és un de diversos estratovolcans dins el Parc Nacional Natural Los Nevados, un parc nacional ubicat a l'oest de Bogotà, al centre dels Andes colombians i inclou altres cims nevats com el Tolima, Santa Isabel, El Cisne o El Quindío, que estan coberts per glaceres que s'han anat enretirant de manera significativa des de 1985 a causa de l'escalfament global. El parc és una destinació turística popular i inclou diversos refugis per a turistes; els pendents del volcà són utilitzats per a practicar esports d'hivern, i a la Llacuna de l'Otún s'hi pesca la truita. Així mateix, a la regió s'hi troben alguns balnearis amb aigües termals gestionats comercialment. Entre 1868 i 1869, els geòlegs alemanys Reiss i Stübel van ser els primers a intentar escalar el Ruiz en una expedició documentada, i el 1936, Cunet i Gansser van ser els primers a fer-ho amb èxit, i ho van tornar a repetir el 1939.

## Història eruptiva

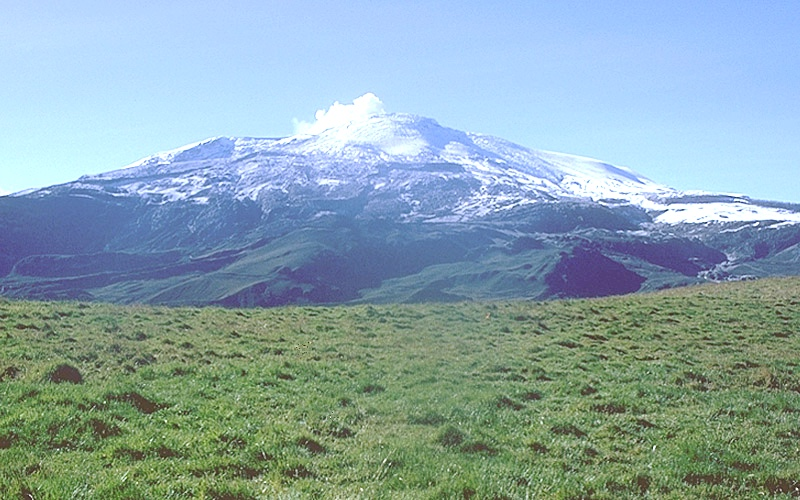
El volcà Nevado del Ruiz, gairebé dues setmanes després de l'erupció mortal de 1985. Vist des del vessant nord-est.

Ens hem de remuntar a fa 1,8 milions d'anys per trobar-nos amb les seves primeres erupcions, a començaments del Plistocè, a partir d'aleshores s'han identificat tres períodes primaris d'erupció: ancestral, antic i actual. Durant el primer d'ells, entre un milió i dos milions d'anys enrere, es va crear una estructura de grans estratovolcans, que després van col·lapsar parcialment fa entre un milió i 0,8 milions d'anys, formant calderes d'entre 5 i 10 quilòmetres d'ample. Durant el període antic, que durà des de fa 0,8 a 0,2 milions d'anys, es va desenvolupar un nou complex de grans estratovolcanes, incloent-hi els que per a aquella època eren el Ruiz, el Tolima, el Quindío, i el Santa Isabel. Una vegada més, s'hi formaren calderes explosives als seus cims, entre fa 0,2 i 0,15 milions d'anys.
El període actual es va iniciar fa aproximadament 150.000 anys, i va suposar el desenvolupament de l'actual edifici volcànic a través de l'emplaçament de doms de lava fets a base d'andesita i dacita dins les velles calderes. Durant els últims 11.000 anys, el Nevado del Ruiz ha passat per almenys 12 etapes d'erupció, incloent-hi múltiples corriments de terra, fluxos piroclàstics i lahars, i conduint a la destrucció parcial dels doms del cim. Als darrers milers d'anys, la major part de les erupcions dels volcans del massís Ruiz-Tolima han estat petites, i els fluxos piroclàstics dipositats menys voluminosos que els del Plistocè. Si bé les erupcions més antigues del volcà no s'han pogut registrar, els vulcanòlegs han usat la tècnica de tefrocronologia per datar-les.
A la història registrada del volcà, les erupcions han consistit principalment en una xemeneia central a la caldera, seguida d'una erupció explosiva, que provoca lahars. La més antiga de les erupcions identificades a l'Holocè va ocórrer prop del 6660 aC, i es van produir noves erupcions el 1245 aC ±150anys (usant la datació basada en el carboni 14), prop del 850 aC, el 200 aC ±100 anys, així com al 350 dC ±300 anys, el 675 dC ±50 anys, el 1350, 1570, 1595, 1623, 1805, 1826, 1829, 1831, 1845, 1916, de desembre de 1984 a març de 1985, de setembre de 1985 a juliol de 1991, i possiblement el 1541, 1828, 1833 i abril de 1994. Diverses entrades sobre la història eruptiva del Nevado del Ruiz recollida en la base de dades del Smithsonian Institution estan marcades com a incertes. Si bé és possible que ocorregueren erupcions en aquestes dates, l'esmentada informació no ha estat confirmada. D'acord amb la definició donada per l'institut, una erupció és l'arribada de productes volcànics (excloent gasos), a la superfície de la Terra. Moltes d'aquestes erupcions van incloure l'erupció d'una xemeneia central, xemeneies als costats, i una explosió freàtica. El Ruiz és considerat com el segon volcà més actiu de Colòmbia, després del Galeras, a Nariño.

### Lahar de 1595
El matí del 12 de març de 1595, el volcà va entrar en erupció. Aquest episodi va consistir en tres erupcions plinianas que van arribar a sentir-se a més de 100 quilòmetres del cim, i va ser expulsada una gran quantitat de cendra, fet que va enfosquir l'àrea circumdant. Durant les erupcions, el volcà també va expulsar lapillus, una forma de tefra, i bombes volcàniques. En total, l'erupció va produir 0,16 km3 de tefra. L'erupció va ser precedida per un gran terratrèmol, tres dies abans. L'erupció precursora va causar lahars, que van viatjar per les valls dels rius Gualí i Lagunillas, obstruint el flux d'aigua, matant els peixos i destruint la vegetació. El lahar va provocar la mort de 636 persones.
La de 1595 va ser l'última gran erupció abans de 1985; i van ser similars en molts aspectes, incloent-hi la composició química del material erupcionat.

### Colada de fang de 1845
El matí del 19 de febrer de 1845, un terratrèmol de gran magnitud va donar com a resultat una colada de fang. Després de superar un con de dejecció, la colada de fang es va dividir en dues branques: la més gran es va unir al riu Lagunillas fins a confluir en el riu Magdalena, mentre que la més petita es desvià pels turons al congost del lagunillas, per a després confluir al riu sabandija i finalment reincorporar-se al flux principal en la desembocadura del riu. S'estima que el lahar, que va recórrer la vall del riu Lagunillas (aproximadament uns 70 quilòmetres), va matar 1.000 persones.

### Tragèdia d'Armero de 1985
Des de principis de novembre de 1984, els geòlegs van notar un increment en el nivell d'activitat sísmica prop del Nevado del Ruiz, així com altres indicis tals com l'augment de l'activitat de les fumaroles, els dipòsits de sofre en la cimera del volcà, i petites erupcions freàtiques que feien veure que s'aproximava una erupció. Quan el magma calent va entrar en contacte amb l'aigua es van produir explosions degudes a l'evaporació gairebé instantània de l'aigua. El més notable d'aquests esdeveniments va ser l'expulsió de cendra de l'11 de setembre de 1985. L'activitat del volcà es va reduir l'octubre de 1985.

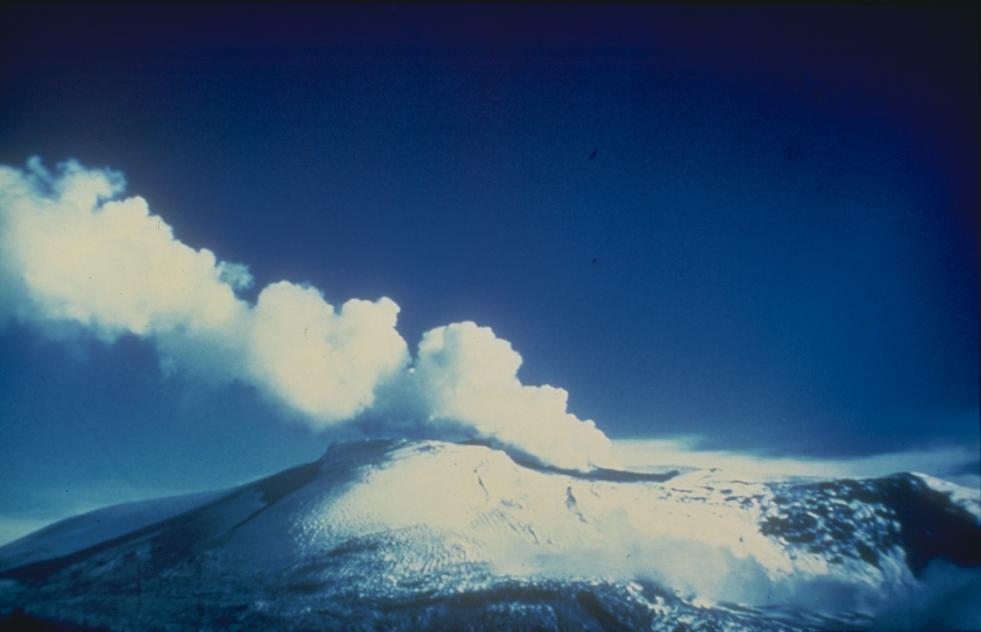
Abans de l'erupció, el setembre de 1985.

Un grup italià va analitzar mostres de gas provinents de fumaroles al llarg del terra del cràter Arenas, obtenint Diòxid de carboni (CO2) i Diòxid de sofre (SO2), el que indicava un alliberament directe de magma a la superfície del medi ambient. D'acord amb les consideracions de l'informe de la missió, publicat el 22 d'octubre de 1985, el risc de lahars era molt alt. A més, a l'informe es van recomanar diverses tècniques de preparació senzilles per les autoritats locals.
El novembre de 1985, l'activitat volcànica es va incrementar una vegada més, a mesura que el magma arribava a la superfície. El volcà va començar a llançar grans quantitats creixents de gasos rics en sofre, principalment diòxid de sofre; el contingut d'aigua de les fumaroles es va reduir, i les fonts d'aigua properes es van enriquir amb magnesi, calci i potassi provinents del magma. Les temperatures d'equilibri termodinàmic (energia tèrmica estacionària), corresponents a la composició química dels gasos descarregats, oscil·laren dels 200 °C als 600 °C. L'extensa desgasificació del magma va causar un augment de la pressió dins del volcà, que finalment va ser el detonant de l'erupció explosiva.

#### Erupció i lahars

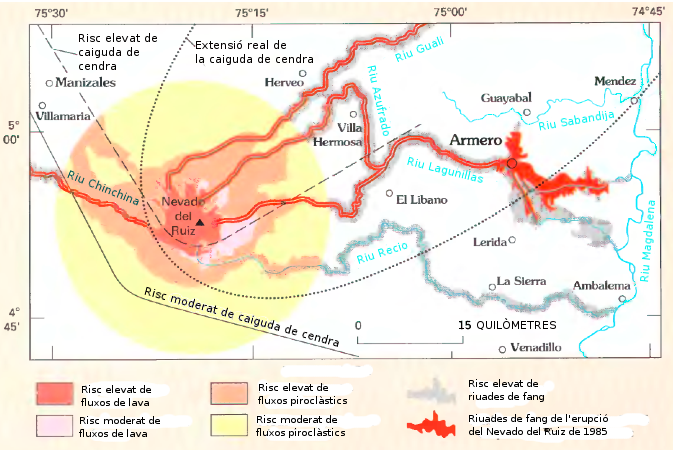
Mapa de perill per al Nevado del Ruiz, amb els lahars de 1985 en vermell.

El Nevado del Ruiz va entrar en erupció a les 9:09 pm del 13 de novembre de 1985, expulsant tefra dacítica a més de 30 quilòmetres de distància a l'atmosfera. La massa total del material expulsat, incloent-hi magma, va ser de 35 milions de tones, únicament el 3% de la quantitat que va expulsar el St. Helens el 1980. L'erupció va assolir el nivell 3 a l'Índex d'explosibilitat volcànica. La massa d'anhídrid sulfurós expulsada va ser d'aproximadament 700.000 tones (prop del 2% de la massa del material sòlid expulsat, fent que l'erupció fos atípicament rica en sofre.
L'erupció va produir fluxos piroclàstics que van fondre les glaceres i la neu, generant quatre grans lahars que van recorre ràpidament els vessants del volcà; també van destruir un petit llac que podia ésser observat al cràter Arenas diversos mesos abans de l'erupció. Puix que l'aigua dels llacs volcànics sol ser extremadament salada i acostuma a contenir gasos volcànics dissolts, la composició àcida del llac, així com la seva calor, va accelerar que el gel es fongués. Aquest efecte va ser confirmat per les grans quantitats de sulfats i clorurs trobats al lahar.

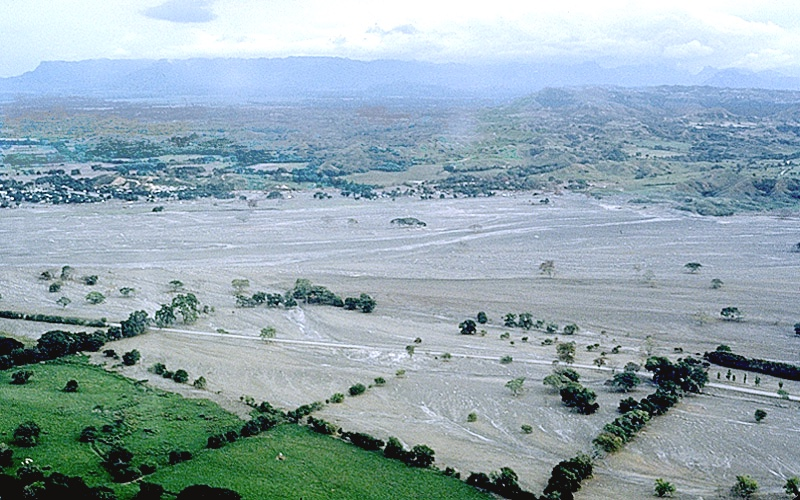
El poble d'Armero estava en ubicat en el centre d'aquesta fotografia, presa a finals de novembre de 1985.

Els lahars, fets d'aigua, gel, pumicita, i altres roques, es van barrejar amb fang mentre davallaven pels flancs del volcà. La velocitat mitjana dels lahars baixant pels vessants era de 60 km/h, erosionava la terra, arrossegava roques i destruïa la vegetació. Després de davallar milers de metres muntanya avall, els lahars van desembocar als sis rius que drenen el volcà. Un cop a les seves valls, els lahars arribaren a quadruplicar la seva mida original. Al riu Gualí, un lahar va assolir una amplada màxima de 50 metres.
Un dels lahars va destruir en la seva totalitat la petita àrea urbana d'Armero, a Tolima, que s'assentava sobre la vall del Lagunilla. Únicament van sobreviure a la catàstrofe la quarta part dels seus 28.000 habitants. Un segon lahar, que va baixar per la vall del Chinchiná, va matar prop de 1.800 persones i va destruir unes 400 cases a Chinchiná. En total hi van perdre la vida més de 23.000 persones i en van resultar ferides unes 5.000. Més de 5.000 llars van quedar destruïdes. La tragèdia d'Armero va ser el segon desastre volcànic més mortífer del segle xx, sobrepassat únicament per l'erupció de la Muntanya Pelée de 1902 i el quart des que es tenen registres històrics. Nogensmenys, és el lahar més mortífer del qual es té coneixement i el desastre natural més gran de la història de Colòmbia.

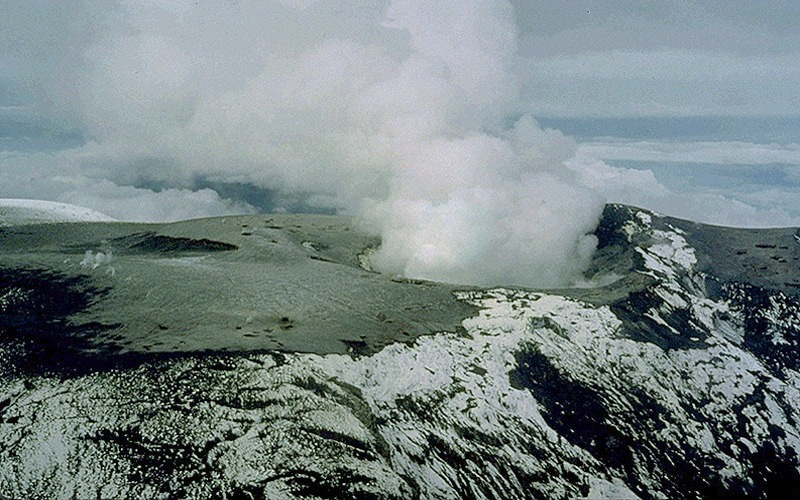
Cim del Nevado del Ruiz a finals de novembre de 1985.

La pèrdua de vides durant l'erupció de 1985 va ser deguda parcialment al fet que els científics mai no van precisar quan ocorreria l'erupció, i les autoritats no van decidir emprendre mesures preventives costoses sense clares advertències de perill imminent. D'altra banda, com l'última erupció s'havia produït 140 anys abans, per a molts va ser difícil acceptar el perill que representava el volcà, que els habitants coneixien com el lleó adormit. Els mapes de perill que mostraven la ciutat d'Armero inundada per complet van ser distribuïts més d'un mes després de l'erupció, però el Congrés de la República va criticar els científics i les agències de protecció Civil pel seu alarmisme. Les autoritats locals van fallar en alertar la població sobre la serietat de la situació, amb l'alcalde i el rector d'Armero tranquil·litzant la població després d'una erupció de cendres la tarda del 13 de novembre i la subseqüent pluja de cendres durant la nit. Un altre factor va ser la tempesta d'aquella nit, que va causar talls d'electricitat, dificultant les comunicacions. Malgrat que els oficials de defensa civil de quatre pobles propers van intentar advertir a Armero del lahar que s'aproximava i que arribaria en una hora o menys, no van aconseguir establir contacte per ràdio.
Més tard es va comprovar que a les hores prèvies a l'erupció hi havia hagut diversos terratrèmols durant un període llarg, que començaven forts i després s'apaivagaven lentament. El vulcanòleg Bernard Chouet va dir que "el volcà estava cridant 'estic a punt d'esclatar'", però els científics que estaven estudiant el volcà en el moment de l'erupció no van ser capaços de llegir aquest senyal.

## Amenaces actuals i preparació

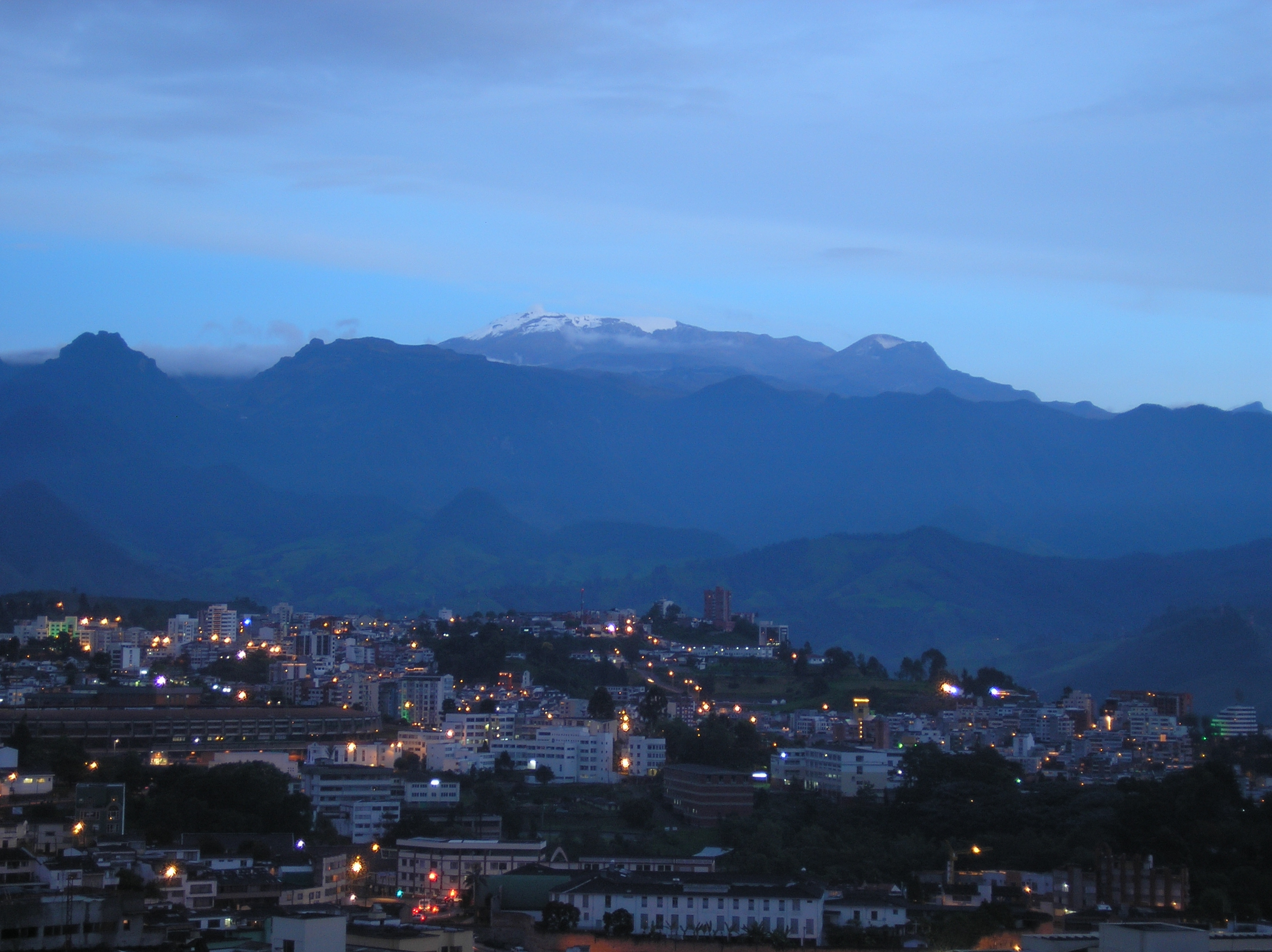
El Nevado del Ruiz vist des de Manizales el 2006.

El volcà continua representant una amenaça seriosa per a les poblacions properes. El risc més probable és que erupcions de petit volum puguin desestabilitzar les glaceres i generar lahars. Malgrat la significativa reducció de la mida de les glaceres, el volum de gel en els cims nevats de la zona continua essent gran. Només que es fongués el 10% del gel, podria produir colades de fang de més de 200 milions de metres cúbics, quantitat similar a la del flux que va enterrar Armero el 1985. Atès que els lahars poden desplaçar-se més de 100 quilòmetres per les valls dels rius en qüestió d'unes quantes hores, les estimacions mostren que uns 500.000 habitants de les valls de Combeima, Chinchiná, Coello-Toche, i Gualí estan en risc, i 100.000 d'ells es considera que es troben en situació d'alt risc. Malgrat que les petites erupcions són més probables, la història eruptiva de dos milions d'anys del massís Ruiz-Tolima inclou nombroses erupcions de magnitud significativa, per la qual cosa no ha de ser ignorada l'amenaça d'una gran erupció. Una erupció d'aquest tipus podria tenir efectes més generalitzats, incloent el possible tancament de l'Aeroport de Bogotà degut a la cendra volcànica.
Com la tragèdia d'Armero es va veure agreujada per la falta d'alertes primerenques, un ús imprudent de la terra, i la falta de preparació de les comunitats veïnes, el govern colombià va iniciar un programa oficial denominat Oficina Nacional per a l'Atenció de Desastres, el 1987, per tal de prevenir incidents similars en el futur. Es va orientar a les principals ciutats colombianes per promoure la planificació de la prevenció a fi de mitigar les conseqüències dels desastres naturals, i s'han dut a terme evacuacions a causa d'amenaces volcàniques. Prop de 2.300 habitants de les riberes de cinc rius propers van ser evacuats quan el volcà va entrar en erupció novament el 1989. Quan un altre volcà colombià, el Nevado del Huila, va entrar en erupció l'abril de 2008, es van evacuar milers de persones, ja que els vulcanòlegs van alertar la població afirmant que l'erupció podria ser un altre "Nevado del Ruiz".